# Akt, eine Treppe herabsteigend Nr. 2
Akt, eine Treppe herabsteigend Nr. 2 (französisch Nu descendant un escalier no. 2) ist der Titel eines Gemäldes von Marcel Duchamp aus dem Jahr 1912. Das Bild gilt als ein Schlüsselwerk der klassischen Moderne und zählt zu den bekanntesten Kunstwerken des 20. Jahrhunderts. Bei seiner Präsentation im Pariser Salon des Indépendants wurde es von den Salonkubisten abgelehnt und während seiner Ausstellung auf der Armory Show in New York 1913 im Zuge eines pressewirksamen Skandals mit Schmähungen überhäuft. Es befindet sich heute in der Louise and Walter Arensberg Collection des Philadelphia Museum of Art, Philadelphia.

## Beschreibung
Das Ölgemälde auf Leinwand mit den Abmessungen 147 × 89,2 cm zeigt im Hochformat einen scheinbar abstrahierten Akt in Ocker- und Brauntönen, wobei der Bewegungsablauf der Figur als ineinander übergehende Einzelbilder dargestellt ist. Die „Körperteile“ sind dabei als verschachtelte, konische und zylindrische Elemente abstrahiert, die eine Rhythmik erkennen lassen. Dunklere Umrissstriche begrenzen die Konturen und dienen zugleich als Bewegungslinien, die die Dynamik der Figur unterstreichen. Mit punktierten Linien akzentuierte Kreisbögen deuten eine Art „Hüftschwung“ an. Der Akt scheint sich mit einer Drehung gegen den Uhrzeigersinn vom linken oberen zum rechten unteren Bildrand zu bewegen, wobei der Farbverlauf, der scheinbar eingefrorenen Sequenz entsprechend umgekehrt, von rechts unten nach links oben dunkler respektive transparenter wird, um ein Verblassen der scheinbar zeitlich „älteren“ Abschnitte zu simulieren. An den Bildrändern sind Treppenstufen in dunkleren Farben angedeutet; die Stufen sind zum Hintergrund kleiner werdend dargestellt, folgen allerdings – wie das gesamte Werk – keinem bestimmten perspektivischen Prinzip. Der Mittelteil des Bildes ist heller angelegt und zu den Rändern dunkler werdend. Die insgesamt warme, monochrom gehaltene Farbpalette reicht von hellem Gelb über Ocker hin zu dunklen, fast schwarzen Tönen. Die Farben sind lasierend aufgetragen. Am unteren Bildrand links platzierte Duchamp in Druckbuchstaben NU DESCENDANT UN ESCALIER den Titel des Werkes, der in keinem Zusammenhang mit der Abbildung zu stehen scheint, denn ob es sich bei diesem Akt überhaupt um einen menschlichen Körper handelt, bleibt offen.

## Hintergrund

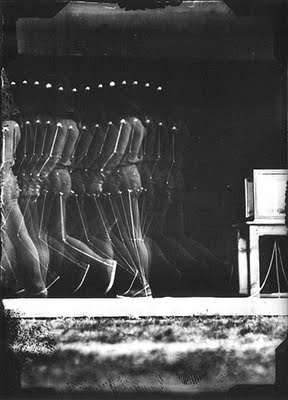
Étienne-Jules Marey: Gehende Person, 1890/91

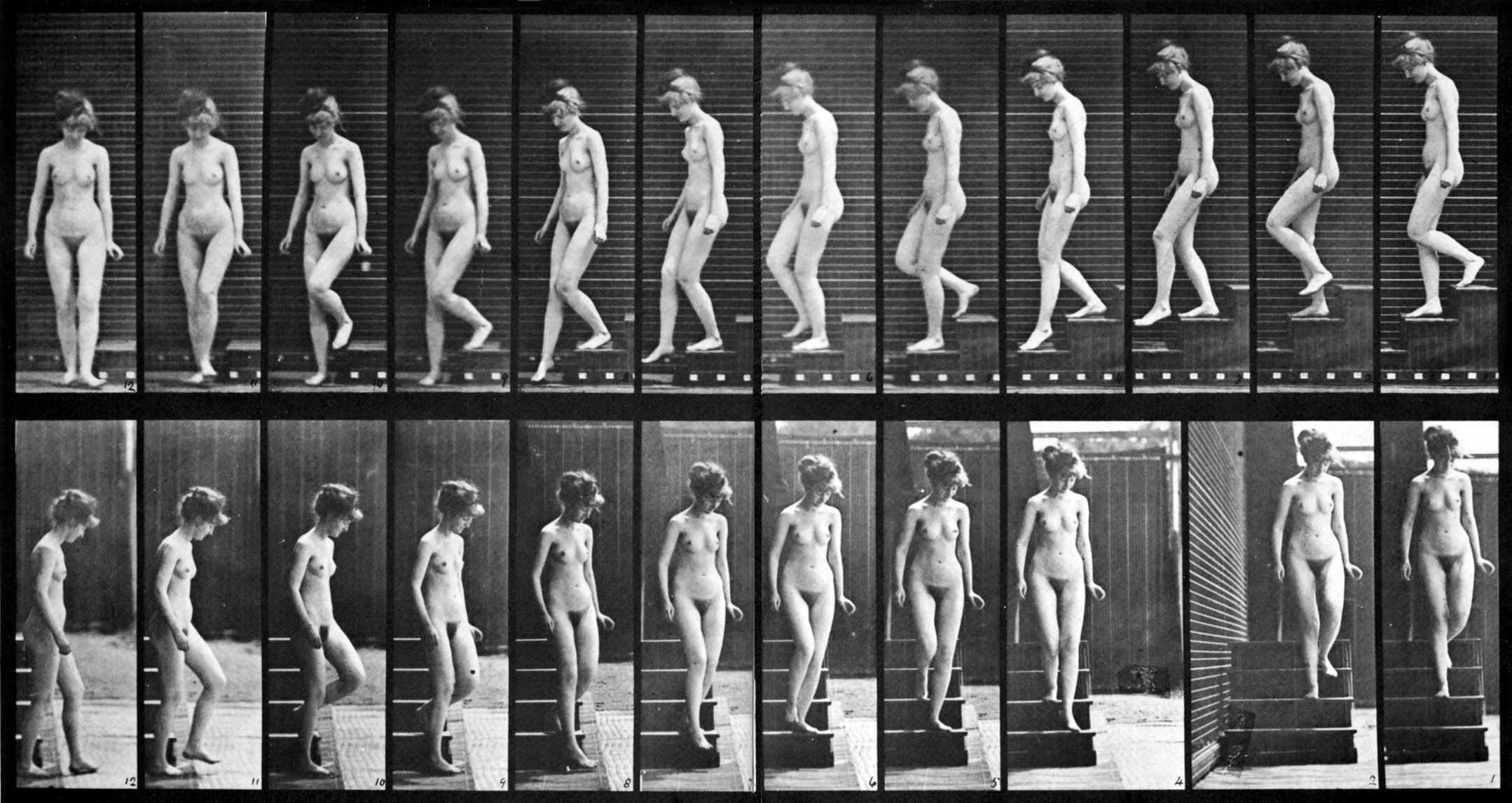
Eadweard Muybridge: Woman Walking Downstairs aus The Human Figure in Motion, um 1887

Das Gemälde vereint Elemente des Kubismus und des Futurismus und ist vom noch jungen Medium Film, von fotografischen Bewegungsstudien und von der Chronofotografie, mit der unter anderem Thomas Eakins, Étienne-Jules Marey und Eadweard Muybridge experimentierten, beeinflusst. Die Arbeiten des französischen Forschers Marey, wie etwa die Darstellung von fechtenden Personen oder eines galoppierenden Pferdes, dienten ihm als Anregung. Weiterhin sind zu nennen Muybridges Serienfotografie Woman Walking Downstairs aus dessen 1887 veröffentlichter Bildserie The Human Figure in Motion und die Bewegungsstudie eines nackten Mannes, skizziert nach einer Chronofotografie von Albert Londe. Im Unterschied zum Futurismus, der sich mit der reinen Abbildung von Bewegungsabläufen, der „statischen Bewegung“, auseinandersetzte, wollte Duchamp allerdings „den visuellen Eindruck der Idee von Bewegung“ wiedergeben, ihm war es nicht wichtig, „ob es sich um eine reale Person, die eine reale Treppe herabsteigt, handelt oder nicht.“ In seiner Abhandlung Der kreative Akt von 1957 konstatierte er:

« Cette version définitive du Nu descendant un escalier, peinte en janvier 1912, fut la convergence dans mon esprit de divers intérêts, dont le cinéma, encore en enfance, et la séparation des positions statiques dans les chronophotographies de Marey en France, d’Eakins et Muybridge en Amérique. Peint, comme il l’est, en sévères couleurs bois, le nu anatomique n’existe pas, ou du moins, ne peut pas être vu, car je renonçai complètement à l’apparence naturaliste d’un nu, ne conservant que ces quelques vingt différentes positions statiques dans l’acte successif de la descente. »

„Diese Endfassung des Aktes, eine Treppe herabsteigend, im Januar 1912 gemalt, ergab sich aus der Konvergenz verschiedener Interessen in meinem Geist, darunter der noch in den Kinderschuhen steckende Film und die Separation der statischen Positionen in den Chronophotographien von Marey in Frankreich, von Eakins und Muybridge in Amerika. In strengen Holzfarben gemalt, existiert er nicht als anatomischer Akt oder kann zumindest nicht als solcher gesehen werden, denn ich verzichtete völlig auf die naturalistische Erscheinung eines nackten Körpers und behielt nur diese etwa zwanzig verschiedenen statischen Positionen im sukzessiven Akt des Herabsteigens.“

## Geschichte
Nachdem sich Duchamp zunächst mit impressionistischen Ausdrucksformen befasst hatte, wandte er sich 1911 dem Kubismus zu, aus dem er einen eigenen Stil ableitete, den er „Elementarparallelismus“ nannte. Bekannte Werke aus diesem Jahr sind Jeune homme et jeune fille dans le printemps (Jüngling und Mädchen im Frühling), Portrait de joueurs d’échecs (Die Schachspieler), Dulcinée (Dulcinea), das im Dezember 1911 entstandene Gemälde Nu (esquisse), jeune homme triste dans un train (Akt (Studie), Trauriger Jüngling im Zug), das Duchamp als Selbstporträt definierte und das bereits die Manier des hier besprochenen Werkes vorgibt, sowie der Akt, eine Treppe herabsteigend Nr. 1, als erste, eher figurativ gehaltene Fassung.

### Ablehnung durch die Kubisten
Im Folgemonat, im Januar 1912, entstand der Akt, eine Treppe herabsteigend Nr. 2, den Duchamp im Pariser Salon des Indépendants zur Ausstellung vom 20. März bis 16. Mai 1912 einreichte. Die Künstler der kubistischen Puteaux-Gruppe, allen voran Albert Gleizes und Jean Metzinger, fassten Duchamps Werk als Verspottung ihres Stils auf, werteten bereits den Titel als Affront und kamen „zu dem Schluß, daß das Bild des jüngsten Duchamp-Bruders dem Anliegen des vernünftigen Kubismus abträglich sein würde.“ Duchamp wurde am Tag der Ausstellungseröffnung von seinen Brüdern Jacques und Raymond unterrichtet, dass die Jury das Werk „ein wenig daneben“ fand, es also abgelehnt hatte, und gefragt, ob er „nicht wenigstens den Titel des Bildes ändern könnte“. Als die beiden ihrem Bruder die Nachricht in dessen Atelier in Neuilly übermittelten, trugen sie Trauerkleidung. Marcel Duchamp reagierte dagegen relativ gelassen: Er stieg in ein Taxi, fuhr zur Ausstellung, holte sein Bild ab und ging in der Folgezeit auf Distanz zu den Kubisten: „Ich sah, daß ich mich danach nie mehr allzusehr für Gruppen interessieren würde.“ Nur einen Monat später stellte er den Akt bei einer Kubistenausstellung in Barcelona aus, wo das Bild kaum Aufmerksamkeit erregte, und im Herbst des Jahres zeigte er es noch einmal auf einer Schau der Section d’Or im Pariser Herbstsalon, wo es ebenfalls wenig Beachtung fand.

### Die Armory Show

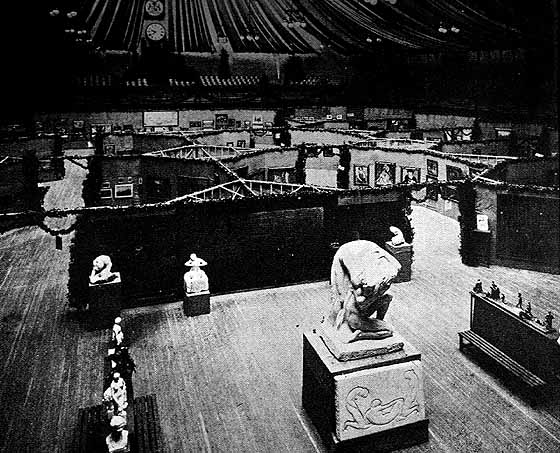
Ausstellungsraum der Armory Show, New York City, 1913

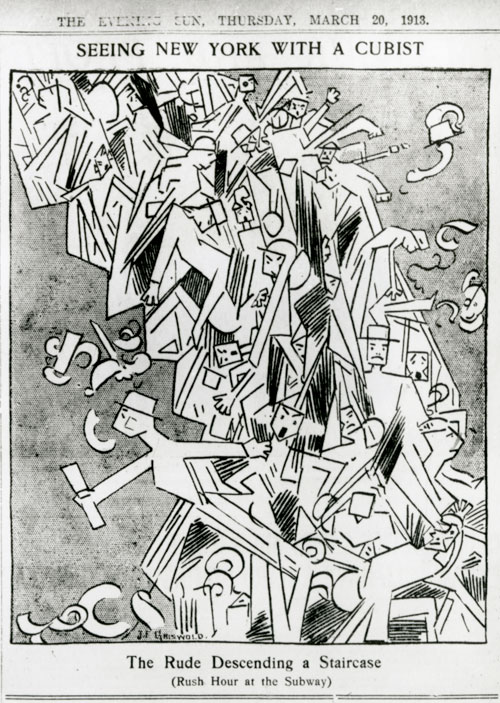
Die Karikatur The Rude Descending the Staircase (Rush Hour at the Subway) von J. F. Griswold erschien am 20. März 1913 auf der Titelseite der Evening Sun

In den Fokus des öffentlichen Interesses geriet das Werk erst 1913, als sich Duchamp damit an der Armory Show, der ersten umfassenden internationalen Ausstellung moderner Kunst in New York, beteiligte. Die Ausstellung, die vom 17. Februar bis zum 15. März 1913 in einem ausrangierten Zeughaus der Nationalgarde stattfand, geriet zu einem öffentlichen Skandal und besonders Duchamps Gemälde wurde von Kunstkritikern und Publikum mit Schmähungen bedacht. Während die Ausstellungsbesucher vor dem ungewohnten Werk Schlange standen und darüber rätselten, was dort abgebildet sein könnte, überboten sich die Zeitungen mit abwertenden Superlativen. So sprach Julian Street, ein Essayist und Kunstkritiker der New York Times, von einer „Explosion in einer Ziegelfabrik“; sein Kollege Peyton Boswell vom New York Herald machte daraus einen „Zyklon in einer Schindelfabrik“; ein Cartoon des Evening-Sun-Karikaturisten J. F. Griswold, „der New York mit den Augen eines Kubisten sah“, geriet als The Rude Descending the Staircase (Rush Hour at the Subway) zum Tumult in der U-Bahn. Ein Preisrätsel zur Entschlüsselung des Werkes wurde ausgeschrieben. Man verfasste spöttische Gedichte und der die Ausstellung besuchende US-Präsident Theodore Roosevelt, der in einem Artikel seine generelle Ablehnung des Kubismus geäußert hatte, verglich das Werk schließlich „mit dem Navajo-Teppich in seinem Badezimmer“, wobei er dem Teppich den Vorzug gab. Die durch die Ausstellung entfachte öffentliche Diskussion über die europäische Avantgarde fasste schließlich John Nilsen Laurvik in seinem polemischen Essay Is it Art? zusammen.
Selbst die anwesende Avantgarde, überwiegend aus Kubisten und Futuristen bestehend, fühlte sich durch diesen „Akt verzerrter Formen“ brüskiert. Für Marcel Duchamp und seine ebenfalls teilnehmenden Brüder war die werbewirksame Ausstellung jedoch ein großer künstlerischer Erfolg, obwohl die Werke keine besonderen Preise erzielten: Ob der Polemik geriet der Akt, eine Treppe herabsteigend Nr. 2 zwar binnen kurzem zu einem der bekanntesten Gemälde der Neuzeit, verkauft wurde es jedoch für nur 324 US-Dollar.

### Ähnliche Bildkompositionen
Im Entstehungsjahr des Aktes experimentierte Duchamp mit ähnlichen Kompositionen, so zeigt beispielsweise das Gemälde The King and Queen Surrounded by Swift Nudes von 1912, das bereits im Titel das Vorgängerwerk zitiert, eine ebenfalls dynamische Anordnung. In dem quadratischen Gemälde werden jedoch zwei statisch wirkende Figuren aus zylindrischen Stapeln von einem „Fluss“ ineinander verschmelzender geometrischer Formen unterbrochen. Wieder scheint ein zeitlicher Ablauf festgehalten zu sein, nicht jedoch so deutlich „fotografisch“ wie zuvor in dem Akt. Duchamp zeigte The King and Queen Surrounded by Swift Nudes ebenfalls in der Armory Show. In dem Gemälde Dulcinée (Dulcinea), das im September 1911 entstand, setzte sich Duchamp erstmals nachweislich mit dem Darstellungsproblem der Bewegung als zentrales Bildthema auseinander.

### „Überdruß an ‚retinaler Kunst‘“
Bald danach verspürte Duchamp jedoch „einen Überdruß an ‚retinaler Kunst‘ “ und begann mit der programmatischen Produktion von Objektkunst, wie beispielsweise dem in einem Pariser Warenhaus gekauften, mit weißer Farbe übermalten und schließlich signierten Flaschentrockner (Egouttoir/Portes-bouteilles) von 1914, seinem ersten „Ready-made“.
1916 fertigte Duchamp in New York mit dem Akt, eine Treppe herabsteigend Nr. 3  noch eine Version, die aus einer mit Bleistift, Kreide, schwarzer Tinte, Pastell- und deckenden Wasserfarben bearbeiteten Fotografie besteht. Auch dieses Werk befindet sich, wie seine beiden Vorgänger, in der Sammlung des Philadelphia Museum of Art. 1918 malte Duchamp schließlich sein letztes Gemälde auf Leinwand, mit dem sowohl programmatischen wie rätselhaften Titel Tu m’, Tu m’embetes oder auch Tu m’emmerdes („Du langweilst mich“ beziehungsweise „Du kannst mich mal“), gleichsam ein Fazit seiner bisherigen künstlerischen Tätigkeit.

## Provenienz
Noch während Akt, eine Treppe herabsteigend Nr. 2 im Rahmen der Armory Show 1913 zusätzlich in Boston und Chicago gezeigt wurde, konnte sich der Anwalt und Kunsthändler Frederic C. Torrey aus San Francisco gegen das Gebot von Walter Arensberg durchsetzen und das Gemälde erwerben. Torrey hatte das Gemälde in seinem Privathaus in Berkeley, Kalifornien, hängen. Nachdem er eine originalgroße Farbkopie des Werkes hatte anfertigen lassen, veräußerte er es 1919 an das mit Duchamp befreundete Kunstsammler-Ehepaar Louise und Walter Conrad Arensberg. 1954 ging das Gemälde zusammen mit einer fotogetreuen Kopie, die Duchamp selbst für die Arensbergs gefertigt hatte, aus deren Nachlass in die Sammlung des Philadelphia Museum of Art über. Dort wird es, zusammen mit der Kopie und den Vorstudien von Duchamp, sowie dem Akt Nr. 1 und dem späteren Akt Nr. 3, in einer ständigen Ausstellung gezeigt.

## Nachwirkungen
Im Jahr 1960 gestaltete Duchamp ein Schaufenster für das Warenhaus Bamberger in Newark, New Jersey, das er mit fünf armlosen, unbekleideten Schaufensterpuppen bestückte, die, auf Stufen nebeneinander gestellt, den Eindruck erweckten, als stiegen sie eine Treppe hinab. Eine Version des Gemäldes Akt, eine Treppe herabsteigend hing dabei neben der obersten Puppe. Duchamp zitierte sich hierbei selbst und spielte zugleich auf das Wechselverhältnis zwischen abstrakter und gegenständlicher Kunst an. In seinen Überlegungen zu Creative Act von 1957 hatte Duchamp dem Betrachter den gleichen Stellenwert wie dem Künstler zugeschrieben und dieses Verhältnis auf Käufer und Schaufenstergestalter übertragen.
Der katalanische Künstler Joan Miró schuf 1937 eine Kohlezeichnung mit dem Titel Nackte Frau, eine Treppe heraufsteigend  und kehrte damit die Gehrichtung der Figur um.
Der Maler Gerhard Richter rezipierte Duchamps Meisterwerk mehrmals: so beispielsweise in dem 1965 entstandenen, fotorealistisch angelegten Ölgemälde Frau, die Treppe herabgehend (Woman Descending the Staircase)  und im Folgejahr mit Ema (Akt auf einer Treppe). Angeblich wendete sich Richter in den Arbeiten „gegen Duchamps Ikone der Kunstgeschichte“, weil dieser damit die Malerei für tot erklärt habe. Statt einer kubistischen Verschachtelung arbeitete Richter mit Unschärfe. Richters Aktmodell von 1966 ist seine erste Ehefrau Marianne Eufinger, genannt Ema, die zu diesem Zeitpunkt schwanger war. Das Gemälde befindet sich im Museum Ludwig in Köln.
Der Künstler Michael Somoroff reflektierte wiederum auf Richters Werk und fertigte mit der Mixed-Media-Siebdruckserie Query  von 2004 unterschiedliche Interpretationen des Duchamp’schen Aktes.
1983 schuf der Künstler Wolf Vostell einen Zyklus von Gemälden mit dem Titel Akt, die Treppe herunter- und heraufkriechend.
Mathias Spahlinger, ein Vertreter der musique concrète, komponierte 1997 einen akt, eine treppe herabsteigend für Bassklarinette, Posaune und Orchester. Spahlinger übertrug dabei Duchamps Konzept der Abfolge von Momenten, der Geschwindigkeit und der Dynamik auf die Musik, um Abläufe der Zeit akustisch „sichtbar“ zu machen. Er sagte dazu: „Tonhöhen in kontinuierlicher Bewegung, Glissandi also, und deren Darstellung in Stufen ist das eigentliche Thema des Stückes […] mein Hauptinteresse ist die Gleichzeitigkeit (was immer das hier sein kann).“ Das Stück wurde während der Donaueschinger Musiktage 1998 aufgeführt.